# Groeiende steen
Groeiende stenen zijn een natuurverschijnsel vergelijkbaar met koralen. Ze worden gevormd door de skeletten van mosdiertjes (bryozoën). Ze komen schaars in de buurt van de Nederlandse kust voor, voornamelijk of uitsluitend in brak water. Bekende vindplaatsen zijn het Meertje de Waal bij Rockanje en het Grote Gat bij Oostburg.